# 七俠五義 (1994年電視劇)
《七俠五義》，1994年華視八點檔連續劇，於1994年6月1日至1994年9月14日每週一至週五晚上八點播出，開全傳播製作，製作人趙大深。

## 單元
- 《真命天子》：第1-9集（共9集）
- 《蔣平娶親》：第10-18集（共9集）
- 《捆龍索》：第19-27集（共9集）
- 《英雄無淚》：第28-35集（共8集）
- 《公主逃婚》：第36-40集（共5集）
- 《雙姝怨》：第41-45集（共5集）
- 《怒犯天條》：第46-50集（共5集）
- 《太歲莊》：第51-55集（共5集）
- 《太師還朝》：第56-61集（共6集）
- 《包公鬥法王》：第62-66集（共5集）
- 《鳳凰于飛》：第67-70集（共4集）
- 《美人如玉劍如虹》：第71-75集（共5集）

## 演員表

### 開封府
| 演員   | 角色   | ATV粵語配音 |
| 張復健 | 包拯   | 譚炳文      |
| 焦恩俊 | 展昭   | 雷霆        |
| 鄧安寧 | 公孫策 | 劉文光      |
| 曹華興 | 王朝   |             |
| 張惠陽 | 馬漢   |             |
| 張右銘 | 張龍   |             |
| 薛峰進 | 趙虎   |             |

### 陷空島五鼠
| 演員   | 角色         | ATV粵語配音 |
| 林在培 | 鑽天鼠盧方   | 盧傑群      |
| 游安順 | 徹地鼠韓彰   | 陳旭明      |
| 傅雷   | 穿山鼠徐慶   | 陸頌愚      |
| 邰智源 | 翻江鼠蔣平   | 羅偉傑      |
| 孫興   | 錦毛鼠白玉堂 | 黃志成      |

### 真命天子
| 演員   | 角色         | 備註           |
| 邱于庭 | 蘭妃（客串） |                |
| 俞小凡 | 阿敏         | 蘭妃之妹       |
| 田豐   | 襄陽王       |                |
| 陳莎莉 | 心慈（客串） |                |
| 楊懷民 | 葛青         | 禁軍統領       |
| 龍隆   | 涂善         |                |
| 常楓   | 季高         |                |
| 范鴻軒 | 八賢王       |                |
| 畢鎬嬌 | 盧大娘       |                |
| 李藝民 | 盧信         | 陷空島管家     |
| 喬華國 | 吳良         | 大內總管       |
| 謝君良 | 梁喜         | 服侍蘭妃的內侍 |
| 林文彬 | 茶樓說書     |                |

### 蔣平娶親
| 演員   | 角色   | 備註                                           |
| 趙樹海 | 柳青峰 |                                                |
| 白冰冰 | 顧阿桃 | 李全之妻，後嫁給蔣平。李雙雙之繼母，大毛的母親 |
| 陸一龍 | 李全   |                                                |
| 張玉嬿 | 李雙雙 | 李全之女                                       |
| 張玉嬿 | 聖姑   |                                                |
| 胡錦   | 媒婆   | 柳青峰手下，襄陽王二姨太                       |
| 趙擎   | 新郎   | 柳青峰手下                                     |
| 廖威凱 | 大毛   | 李全長子                                       |
| 曾平偉 | 二毛   | 李全二子                                       |
| 林一凡 | 三毛   | 李全三子                                       |
| 陳彥宇 | 四毛   | 李全四子                                       |
| 楊葒   | 五毛   | 李全五子                                       |
| 洪振哲 | 六毛   | 李全幼子                                       |
| 黃冠雄 | 方丈   |                                                |
| 于恒   | 三太公 |                                                |
| 龍天翔 | 胡四   |                                                |

### 捆龍索
| 演員   | 角色     | 備註                           |
| 俞小凡 | 阿敏     | 蘭妃之妹                       |
| 田豐   | 襄陽王   |                                |
| 劉明   | 江寧婆婆 | 五鼠的奶娘                     |
| 龍隆   | 涂善     |                                |
| 常楓   | 季高     |                                |
| 皓皓   | 小寶     | 流落民間的太子                 |
| 陳彥儒 | 阿皮     | 小寶同學                       |
| 曾平偉 | 小豆     | 小寶同學                       |
| 黃圭浩 | 小毛     | 小寶同學                       |
| 李又麟 | 馬有功   | 白河縣縣令                     |
| 玉尙   | 梁喜     | 服侍蘭妃的內侍（化身客棧掌櫃） |

### 英雄無淚
| 演員   | 角色       | 備註                 |
| 午馬   | 平常       | 平劍秋父親           |
| 邱于庭 | 柳鳳       |                      |
| 宋達民 | 平劍秋     | 平常兒子             |
| 魯振順 | 霍十三     | 霍家鏢局總鏢頭       |
| 曾亞君 | 封華       |                      |
| 金震宇 | 柱子       |                      |
| 王灏   | 尹中玉     |                      |
| 陳志珍 | 春滿園老鴇 |                      |
| 林姿佑 | 喜娘       | 平常妻子，平劍秋之母 |

### 公主逃婚
| 演員   | 角色   | 備註       |
| 龔慈恩 | 趙翎   |            |
| 趙樹海 | 少劍波 |            |
| 龍隆   | 雷星河 |            |
| 程秀瑛 | 輕煙   | 少劍波之妻 |
| 楊光偉 | 仔仔   | 少劍波之子 |
| 唐復雄 | 劉瑜   |            |
| 張瑠瓊 | 太后   |            |

### 雙姝怨
| 演員   | 角色   | 備註 |
| 涂善妮 | 蘇虹   | 長平縣鹽商蘇道明之女，蘇家遺孤。蘇道明與合夥人魯平因為鹽業生意意見分歧，魯平心生不滿將蘇家滅門，僅留下蘇虹，逃命之際遇上路珠兒，兩人結為好友，並許諾長大後一同去海邊，蘇虹在殺了魯平後不惜越獄，只為了完成這個心願。但前往殺害魯平時不小心將本來要去跟魯平談判的韓彰與白玉堂牽連進去，並且揭開魯平等人販賣私鹽的事。 |
| 王渝文 | 路珠兒 | 與蘇虹情同姐妹，從小身體不好，一見血就會暈倒。當年蘇虹逃命時正巧碰上路家送葬，路珠兒救了蘇虹，兩人結為莫逆，並且許諾長大後一起去看海，蘇虹為了這個承諾不惜越獄也要達成。 |
| 李興文 | 柴心農 | 長平縣捕頭，相當盡忠職守，在蘇虹越獄後對蘇虹緊追不捨，但為人仍有原則，只抓蘇虹，不傷害無辜性命。後被閻正誠慫恿抓來蘇虹，柴心農將蘇虹帶來後被閻正誠殺害，幸運被辛武救起，指證閻正誠。 |
| 陸一龍 | 閻正誠 | 鹽行二掌櫃，在大掌櫃魯平被殺後控制鹽行，繼續私鹽買賣生意，殺害楊賓滅口，為了當年蘇道明手上的鹽行財產挾持蘇虹 |
| 喬華國 | 魯平   | 鹽行大掌櫃，與蘇道明是合夥人，為與官府勾結與蘇道明意見不合將其殺死並滅門，蘇虹僥倖逃出，多年後蘇虹回來報仇，被蘇虹殺害。 |
| 黃仲裕 | 辛武   | 鹽行伙計之一，初期為閻正誠做打手，其實受蘇道明恩惠，知道蘇虹為蘇道明之女，在危急之刻救了蘇虹，自己反而傷重不治。 |
| 楊澤中 | 趙世全 | 計相兼三司使，掌管全國食鹽買賣，勾結魯平在鹽中摻石灰粉圖利，並派楊賓在長平縣接應。包拯接獲線報，命展昭前往查證， |
| 費雲   | 楊賓   | 趙世全屬下，被閻正誠殺害，並意圖嫁禍給白玉堂。 |
| 鐘佳珍 | 好娘   | 路珠兒奶娘 |

### 怒犯天條
| 演員   | 角色   | 備註 |
| 鈕承澤 | 李玉侯 | 國舅逍遙王獨子，經常擺出貴族架子，獨子金寶病危時堅持要名醫閔子謙到府行醫，然而閔子謙正巧有重病患者在診治，導致幼子夭折，故對閔家心懷怨恨，相中盧方之小姨閔柔柔美色，強娶為妻，後被盧方失手殺害。         |
| 方文琳 | 閔柔柔 | 閔子謙之幼女，盧方之小姨，因逍遙王府對閔子謙之怨恨，讓李玉侯有了可趁之機，想強娶為妻，後來到陷空島受五鼠照顧。                                                                                           |
| 李又麟 | 李七   | 逍遙王府管家。 |
| 徐華鳳 | 李夫人 | 李玉侯之妻，性格善妒剛烈，對丈夫相當苛刻，經常探視李玉侯的一舉一動，使李玉侯心中不滿。得知李玉侯想強娶閔柔柔後兩人激烈爭吵，甚至製作巫蠱草人攻擊丈夫，被發現後遭到痛毆，她去找國舅告狀才讓國舅知道更多。 |
| 張振寰 | 王猛   | 將軍，受逍遙王差遣 |
| 陳彥儒 | 盧義   | 盧方之幼子。 |
| 皓皓   | 太子   | 當年流落民間，被五鼠搭救，在盧方被收押時展昭去找太子，請太子協助，後他說服太后前來開封府聽審，還盧方清白。                                                                                               |
| 雷鳴   | 李國舅 | 當朝太后之兄弟，受封逍遙王，痛失兒孫後憤而太后跟前告狀，令太后差點錯殺盧方，遭到太后的斥責。 |
| 王皓   | 盧信   | 陷空島管家。 |
| 畢鎬嬌 | 閔秀秀 | 盧方之妻，閔柔柔之姐，和盧方一起到洛陽拯救父親，卻在殺進逍遙王府時被衛士所殺。 |

### 太歲莊
| 演員           | 角色   | 備註 |
| 楊慶煌         | 何牧田 |      |
| 蕭薔           | 雲問秋 |      |
| 王戎           | 雲稟中 |      |
| 倪齊民         | 蕭天寵 |      |
| 文帥           | 許自清 |      |
| 關毅           | 老夫人 |      |
| 喬華國         | 蕭天麟 |      |
| 魯振順         | 王世全 |      |
| 于恆           | 何長山 |      |
| 郭昌儒         | 師爺   |      |
| 蔣元           | 何母   |      |
| 宋培           | 阿福   |      |
| 許意荃、董新華 | 丫環   |      |
| 吳銘           | 家丁   |      |
| 王利           | 媒婆   |      |
| 宋道一         | 店小二 |      |

### 太師還朝
| 演員   | 角色   | 備註 |
| 勾峰   | 莫山虎 |      |
| 俞小凡 | 含晴   |      |
| 杜滿生 | 龐太師 |      |
| 田豐   | 襄陽王 |      |
| 常楓   | 季高   |      |
| 李又麟 | 府台   |      |
| 龍天翔 | 和尚   |      |
| 劉礎   | 師爺   |      |
| 許立   | 相士   |      |
| 李志堅 | 嘍囉甲 |      |
| 李信雄 | 嘍囉乙 |      |
| 葉雲琰 | 嘍囉丙 |      |
| 江英   | 嘍囉丁 |      |
| 𡈼利   | 婆娘   |      |

### 包公鬥法王
| 演員   | 角色           | 備註 |
| 杜滿生 | 龐太師         |      |
| 常楓   | 季高           |      |
| 楊懷民 | 赫連鵬         |      |
| 王思懿 | 歐陽韻怡       |      |
| 王翔   | 盧師爺         |      |
| 徐雙霞 | 紫衣           |      |
| 郭怡君 | 婉兒           |      |
| 郭震宇 | 蔘娃兒         |      |
| 小黑   | 陽法王（前身） |      |

### 鳯凰于飛
| 演員   | 角色   | 備註 |
| 楊仲恩 | 唐少均 |      |
| 謝屏楠 | 高峰   |      |
| 俞小凡 | 杜新語 |      |
| 曾亞君 | 包嫂   |      |
| 曹健   | 杜仲𧗽 |      |
| 張順興 | 李之   |      |
| 林文斌 | 李武   |      |
| 胡翔評 | 管家   |      |
| 許文全 | 包興   |      |

### 美人如玉劍如虹
| 演員   | 角色   | 備註 |
| 邱于庭 | 水寄萍 |      |
| 李欣   | 李何氏 |      |
| 羅斌   | 李均平 |      |
| 文帥   | 江長生 |      |
| 王昌熾 | 府尹   |      |
| 李季倫 | 李冬   |      |
| 費雲   | 掌櫃   |      |
| 翟光寧 | 伙計   |      |
| 史良騏 | 老丈   |      |
| 陳凱   | 小販   |      |

## 選角
該劇原定由華視1993年版《包青天》的原班人馬出演，卻趕上金超群解約華視、成為自由藝人、並帶著整個開封府出走香港無綫電視。該劇中展昭的扮演者原定仍然是何家勁，但何得知包拯易角後，為了與金超群之間的義氣而辭演。何家勁辭演後，華視開始為“真正的主角”海選起來；於是華視直接換上張復建與鄧安寧臨危受命，在該劇分別出演包拯和公孫策。該劇標題採用書畫家王王孫題字。在何家勁辭演後，便暫停選角，直至開機之時方宣布由焦恩俊扮演展昭。曾考慮扮演另一主角白玉堂的演員還包括在台灣紅極一時的港星溫兆倫，但溫兆倫以不適合古裝劇為由辭演。曾考慮扮演展昭的演員還包括港星劉松仁和林俊賢，更曾屬意起用新人。
参演過93版《包青天》的不少演員也在此劇中亮相，其中包括在93版飾演公孫策的范鴻軒在該劇中客串飾演八賢王，原來飾演八賢王的龍隆則在該劇中飾演涂善和雷星河等角色。在93版多個單元出現的田豐在該劇中飾演襄陽王，而施羽則在該劇中繼續飾演宋仁宗。
此外，在《包青天》原班人馬出走香港無線電視之後，無線決定與台視聯手拍攝同樣題材的《俠義見青天》。由無線電視董事局主席邵逸夫親自拍板與台灣發展的製作人楊佩佩製作，並由無線第一小生、花旦萬梓良、關禮傑和曾華倩等拍攝。《七俠五義》與台視《俠義見青天》同時播映一星期後由《俠義見青天》拔得頭籌，但後來《俠義見青天》收視及口碑急速下降而播了僅38集便下檔。《七俠五義》則「倒吃甘蔗」，屢奪頭籌，並順利在香港開播。最終合計12（7+5）單元，75集，寓意拉滿。

## 花絮
在該劇第50集（《怒犯天条》单元第5集）中，盧方向太后陳述時，劇中響起的配樂改編自1956年長春電影製片廠戰爭片《上甘嶺》的主題曲《我的祖国》；1993年華視電視劇《包青天》第8集（《真假状元》单元第2集）中，包拯命王朝、馬漢将周勤带走安置時，也曾響起同樣的配樂。

## 同時段節目
- 台視《俠義見青天》／《唐太宗李世民》
- 中視《阿信》

## 作品變遷
| 華視 週一～五20:00~21:00            | 華視 週一～五20:00~21:00                 | 華視 週一～五20:00~21:00 |
| ----------------------------------- | ---------------------------------------- | ------------------------ |
|                                     | 七俠五義 (1994年6月1日-1994年9月14日)    |                          |
| 霸王花 (1994年4月4日-1994年5月31日) | 路長情更長 (1994年9月15日-1994年11月9日) |                          |